# Leola (Dacota do Sul)
Leola é uma cidade localizada no estado norte-americano de Dacota do Sul, no Condado de McPherson.

## Demografia
Segundo o censo norte-americano de 2000, a sua população era de 462 habitantes.
Em 2006, foi estimada uma população de 402, um decréscimo de 60 (-13.0%).

## Geografia
De acordo com o United States Census Bureau tem uma área de
1,8 km², dos quais 1,8 km² cobertos por terra e 0,0 km² cobertos por água. Leola localiza-se a aproximadamente 485 m acima do nível do mar.

## Localidades na vizinhança
O diagrama seguinte representa as localidades num raio de 36 km ao redor de Leola.